# 曽我兄弟 富士の夜襲
『曽我兄弟 富士の夜襲』（そがきょうだい ふじのやしゅう）は、1956年の日本映画。鎌倉時代初期の曾我兄弟の仇討ちを題材としている。東映製作・配給。スタンダードサイズ、イーストマンカラー(総天然色イーストマン・東映カラー)。昭和31年度芸術祭参加作品。本編111分。

## キャスト
- 曾我十郎祐成：東千代之介
- 曾我五郎時致：中村錦之助 (萬屋錦之介)
- 梶原景時：大川橋蔵
- 御所の五郎丸：伏見扇太郎
- 満江：花柳小菊
- 化粧坂少将：三笠博子
- 大磯の虎：高千穂ひづる
- 源頼家：北大路欣也
- 犬房丸：山手弘
- 一万（幼少時の曾我十郎祐成）：植木基晴
- 箱王（幼少時の曾我五郎時致）：植木千恵
- 鬼王：片岡栄二郎
- 近江の小藤太：三条雅也
- 股野五郎：山口勇
- 団三郎：原健策
- 八幡ノ三郎：堀正夫
- 京ノ小次郎：中村時十郎
- 河津三郎祐泰：中野市女蔵
- 行実：有馬宏治
- 了覚：河村満和
- 竹下弥太郎：百々木直
- 新開荒四郎：小田部通麿
- 喜瀬川亀菊：大原みゆき
- 原孫八：遠山恭二
- 相沢藤六：香月凉二
- 岡部の三郎：原京市
- 愛用三郎：近江雄二郎
- 海野小太郎行氏：橋本平八
- 虎の母：岡島艶子
- 工藤祐経：月形龍之介
- 曾我太郎祐信：三代目中村時蔵
- 畠山重忠：大友柳太朗
- 源頼朝：片岡千恵蔵

## スタッフ
- 監督：佐々木康
- 製作：大川博
- 原案：五都宮章人(「平凡」連載小説)
- 脚本：八尋不二
- 企画：マキノ光雄、山崎真市郎、大森康正、小川貴也、植木照男
- 撮影：三木滋人
- 音楽：万城目正
- 美術：鈴木孝俊
- 録音：東城絹児郎
- 照明：中山治雄
- 編集：宮本信太郎
- 計測：脇治吉
- 進行主任：池田利次
- 装置：弥田勇造
- 背景：宮内省吾
- 装飾：小川満州治
- 記録：堀博子
- 衣裳：上野徳三郎
- 美粧：林政信
- 結髪：櫻井文子
- スチール：熊田陽光
- 擬闘：足立伶二郎
- 助監督：加藤泰
- 撮影助手：鷲尾元也
- 照明助手：小林康信
- 録音助手：野津裕男
- 美術助手：角井博
- 編集助手：細谷修三
- 色彩助手：川上晃
- 演技事務：若林十一郎
- 進行：高岩淡
- 色彩考証：和田三造
- 衣裳考証：甲斐荘楠音
- 振付：藤間勘五郎
- 現像：東洋現像所